# Alejandro Rodríguez Arias y Rodulfo
Alejandro Rodríguez Arias y Rodulfo (Ceclavín (Cáceres) 26 de febrero de 1838 - La Habana, 15 de junio de 1893), fue un militar español de la segunda mitad del siglo XIX.

## Biografía

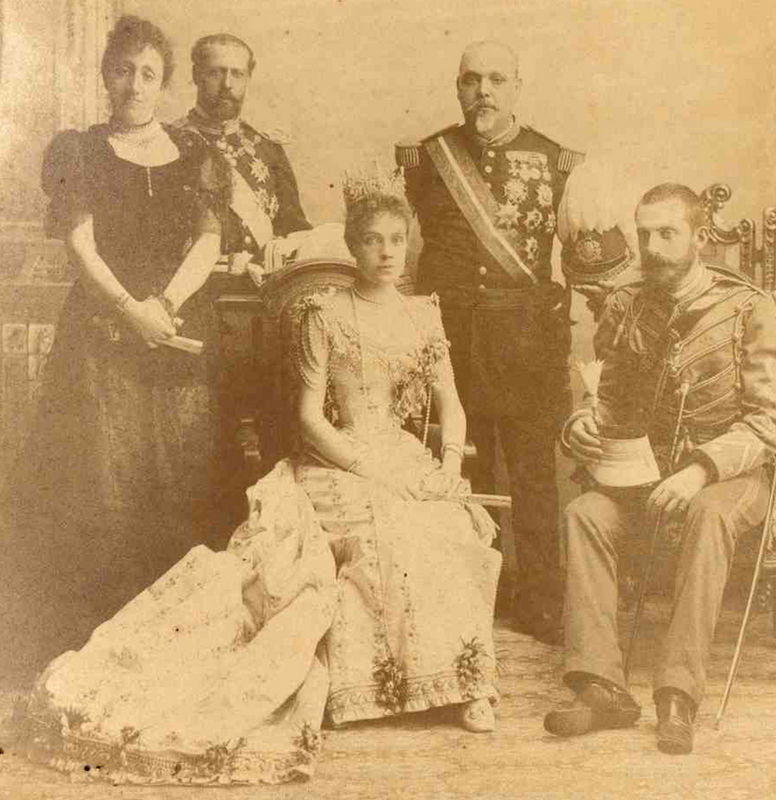
Alejandro Rodríguez Arias entre la infanta Eulalia (hermana de Alfonso XII) y su esposo el duque de Galliera; en la visita a La Habana que hizo la infanta, en mayo de 1893

Nació el día 26 de febrero de 1838 en Ceclavín (Cáceres). Rápidamente ascendió en escala militar por sus dotes de estrategia y mando. Durante la minoría de edad de Alfonso XIII, la reina madre regente, María Cristina de Habsburgo-Lorena, le llamó para designarle Ministro de la Guerra, cargo que Rodríguez-Arias rehusó, por lo que le nombró Capitán General y Gobernador de la isla de Cuba, la máxima autoridad y representación del gobierno y la corona en la antigua colonia española. 
Al poco tiempo de tomar el mando, desbarató en pocos días la guerrilla del caudillo insurrecto Carlos Agüero García, al que hizo prisionero. Esta no era la primera vez que obtuvo una victoria contra una revuelta, ya que anteriormente, en el año 1861 había participado en una expedición contra una revuelta en Santo Domingo, en la cual su actuación fue considerada digna de una mención de honor.
Murió víctima de enfermedades tropicales en La Habana el 15 de julio de 1893.